# Славољуб Ђорђевић
Славољуб Ђорђевић (Београд, 15. фебруар 1981) бивши је српски фудбалер, а садашњи фудбалски тренер. Играо је на позицији штопера.

## Играчка каријера
Ђорђевић је прошао све млађе категорије Црвене звезде, након чега је неколико сезона провео на позајмицама. Између осталог био је на позајмици у требињском Леотару у сезони 2002/03. када је освојена титула првака Босне и Херцеговине.
Од сезоне 2003/04. прикључен је првом тиму Црвене звезде код тренера Славољуба Муслина. Исте такмичарске године са клубом је освојио дуплу круну (првенство и куп). У црвено-белом дресу провео је и наредну 2004/05. сезону у којој није освојен трофеј. Почео је и летње припреме 2005. године са новим тренером Валтером Зенгом, одиграо је и меч у квалификацијама за Куп УЕФА против Интера из Запрешића, након чега је остварио инострани ангажман у Русији.
У августу 2005. потписао је трогодишњи уговор са руском Аланијом из Владикавказа. У дресу Аланије је током сезоне 2005. у Премијер лиги Русије одиграо осам утакмица. Из Аланије је ишао на позајмице у украјинске клубове Волињ и Кривбас, а потом се вратио у Русију и играо за премијерлигаша Шињик. Други део сезоне 2008/09. провео је у аустријском бундеслигашу Рајндорф Алтаху.
У јуну 2009. вратио се у Црвену звезду и потписао трогодишњи уговор са клубом. У свом другом мандату у Звезди, Ђорђевић је освојио Куп Србије за сезону 2009/10. У јулу 2010. постављен је за новог капитена Црвене звезде. Провео је први део сезоне 2010/11. у Црвеној звезди, да би у фебруару 2011. прешао у узбекистански Бунјодкор. Овај клуб му је био и последњи у играчкој каријери.

## Тренерска каријера
Ђорђевић је тренерску каријеру почео у млађим категоријама Црвене звезде. Освојио је титуле првака Србије у кадетској и омладинској конкуренцији, а поред тога је водио омладинце до пласмана у осмину финала УЕФА Лиге младих у сезони 2019/20. У јуну 2020. напустио је функцију тренера омладинаца Црвене звезде, са жељом да пронађе ангажман у сениорском фудбалу. У септембру 2020. пронашао је први сениорски ангажман, постављен је за тренера Радника из Сурдулице. Са екипом Радника је такмичарску 2020/21. у Суперлиги Србије завршио на шестом месту док је у Купу Србије екипа заустављена у полуфиналу од Црвене звезде. Крајем маја 2021. постављен је за тренера новосадске Војводине. Смењен је са функције тренера Војводине 14. марта 2022, након што је клуб везао четири узастопна пораза. Ђорђевић је водио Војводину на 33 утакмице, забележио је 14 победа, претрпео 13 пораза и остварио шест ремија. У децембру 2022. је по други пут постављен за тренера Радника из Сурдулице. Напустио је клуб на крају такмичарске 2022/23. пошто је претходно изборио опстанак у Суперлиги Србије након двомеча у баражу са Графичаром. У новембру исте године постављен је за тренера Радничког из Ниша. Напустио је клуб по окончању првог дела такмичарске 2023/24. Почетком децембра 2024. постављен је на функцију тренера крушевачког Напретка. Поднео је оставку на ту функцију 4. марта 2025. године након пораза од Новог Пазара.

## Трофеји

### Леотар
- Првенство Босне и Херцеговине (1) : 2002/03.

### Црвена звезда
- Првенство Србије и Црне Горе (1) : 2003/04.
- Куп Србије и Црне Горе (1) : 2003/04.
- Куп Србије (1) : 2009/10.

### Бунјодкор
- Првенство Узбекистана (1) : 2011.
- Куп Узбекистана (1) : 2012.